# Logan (Kansas)
Pour les articles homonymes, voir Logan.
Logan est une ville du comté de Phillips, dans le Kansas, aux États-Unis. Au recensement de 2010, la ville comptait 589 habitants.

## Histoire
Logan est fondée en 1870. Elle est nommée en l'honneur du général John A. Logan. Son premier bureau de poste est créé en mars 1872.
Logan a connu une période de croissance lorsque, vers 1880, le chemin de fer est construit à travers la ville.

## Géographie
Logan est situé aux coordonnées suivantes : 39°39′44″N 99°34′16″W / 39.66222°N 99.57111°W
(39,662269, -99,571160). Selon le Bureau du recensement des États-Unis, la ville a une superficie totale de 1,51 milles carrés (3,91 km2).

## Éducation
Logan abrite le district scolaire unifié 326 de Logan.
Les Logan Trojans ont remporté le championnat de basket-ball de la classe 1A des garçons du Kansas State High School en 1970.